# Адам, Роберт
Ро́берт А́дам (англ. Robert Adam; 3 июля 1728, Керколди — 3 марта 1792, Лондон) — шотландский архитектор из семьи архитекторов-палладианцев, представитель английского неоклассического течения в архитектуре, а также в проектировании и оформлении интерьера и мебели, создателя оригинального художественного стиля «Адам» в качестве первой фазы движения «классического возрождения» (Classical Revival) в Англии. «Стиль Адам» хронологически соотносится с позднегеоргианским стилем (Late Georgian), или стилем времени правления короля Великобритании Георга III из Ганноверской династии (1760—1801).

## Биография
Роберт был сыном и учеником архитектора-палладианца Уильяма Адама (1689—1748), одного из самых востребованных шотландских архитекторов своего времени. В семье было ещё два брата, также будущие архитекторы: Джеймс (1732—1794) и Джон (1721—1792).
Роберт Адам провёл детство в Эдинбурге, с 1734 года в возрасте шести лет посещал Королевскую среднюю школу в Эдинбурге, где изучал латинский язык (со второго года уроки велись на латыни) и до пятнадцати лет его учили читать произведения Вергилия, Горация, Саллюстия и Цицерона, а в последний год — Тита Ливия.
Осенью 1743 года он поступил в Эдинбургский университет, где обязательными предметами для всех студентов были: греческий язык, логика, метафизика и натурфилософия. Среди его друзей в Эдинбурге были философы Адам Фергюсон и Дэвид Юм, а также художник Пол Сэндби, с которым он познакомился в Хайлендсе.
Роберт стал работать под началом старшего брата Джона на строительстве особняка графа Хоуптоуна: Хоуптоун-хаус (англ.). Отец умер в июне 1748 года и оставил часть поместья Блэра Адама, которое включало замок Доухилл, Роберту. От своего отца Роберт унаследовал архитектурное бюро, обширную библиотеку, которую со временем значительно расширил. Разработанные Робертом Адамом интерьеры особняка поражали современников лёгкостью, напоминавшей континентальное рококо, но основанные на творческой переработке наследия Андреа Палладио.
В 1754 году Роберт Адам сопровождал Чарлза Хоуп-Вейра, брата графа Хоптоуна, сначала в Брюсселе, а затем в путешествии по Италии. Осмотрев Пон-дю-Гар («Гардский мост»), Мезон Карре («Квадратный дом») и иные античные руины юга Франции, Адам с архитектором и знатоком римских древностей Шарлем-Луи Клериссо и художником Антонио Дзукки окунулся в изучение архитектурных древностей Италии.
В Риме Роберт Адам сблизился с архитектором, рисовальщиком и гравёром Джованни Баттиста Пиранези и со знаменитым собирателем античной скульптуры, меценатом, кардиналом Алессандро Альбани. Там же он познакомился с работами первооткрывателя классической археологии и историка искусства Иоганна Иоахима Винкельмана.
Стремление к знакомству с античными памятниками привело Роберта Адама и Шарля-Луи Клериссо в Далмацию. Честолюбивый Адам решил под руководством Клериссо создать и по возвращении в Британию выпустить том c архитектурными обмерами и гравюрами, изображающими руины дворца римского императора Диоклетиана в Спалато (Сплите) на побережье Далмации. В течение пяти недель в 1757 году Адам делал наброски и руководил обмерами руин, в то время как Клериссо рисовал перспективные виды, а два немецких рисовальщика выполняли обмерные чертежи. Считается, что большинство опубликованных в 1764 году гравюр в издании Адама «Руины дворца императора Диоклетиана в Спалато в Далмации» (Ruins of the Palace of the Emperor Diocletian at Spalatro in Dalmatia) принадлежат Клериссо. Далее Адам намеревался посетить Грецию и Египет, но по финансовым причинам эта поездка не состоялась.
Проведя на континенте почти пять лет и возвратившись в Англию, Роберт Адам открыл проектное бюро в Лондоне, где к нему присоединился его младший брат Джеймс. В 1767 году братья Роберт и Джеймс Адам основали проектную фирму «Адельфи», в которой проектировали оформление интерьеров, мебель, камины, светильники и ткани. В Лондоне они разработали «Адам-стиль» (Adam Style), а Джеймс: свою теорию «движения» в архитектуре (Мovement in architecture), основанную на исследованиях античности. Роберт Адам занимал пост архитектора Управления работ (Office of Works) с 1761 по 1769 год (совместно с сэром Уильямом Чеймберсом). Он был членом парламента от Кинроссшира в 1768—1774 годах.
В 1758 году Роберта Адама избрали членом Общества поощрения искусств, мануфактур и торговли (Society for the Encouragement of Arts, Manufactures and Commerce) и Общества антикваров в 1761 году. Его младший брат Джеймс сменил его на этом посту, когда он отказался от этой должности в 1768 году, чтобы посвятить больше времени своей выборной должности в качестве члена парламента от Кинроссшира. В последние годы жизни Адам был востребован главным образом в Эдинбурге, где успел реализовать несколько монументальных проектов, включая Реджистер-хаус (грандиозный купольный зал, вписанный в квадратный план) и здание Эдинбургского университета.
Адам долгое время страдал язвой желудка. 3 марта 1792 года у себя дома в Лондоне архитектор скончался. Похороны состоялись 10 марта; Роберт Адам был похоронен в южном проходе, в Уголке поэтов, Вестминстерского аббатства. Гроб архитектора несли его знатные покровители и заказчики: Генри Скотт, 3-й герцог Бакклю; Джордж Ковентри, шестой граф Ковентри; Джеймс Мейтленд, восьмой граф Лодердейл; Дэвид Мюррей, 2-й граф Мэнсфилд; Лорд Фредерик Кэмпбелл и сэр Уильям Палтени, пятый баронет.
Так и не женившись, Адам оставил своё состояние сёстрам Элизабет и Маргарет. Некролог появился в мартовском выпуске журнала «The Gentleman’s Magazine». Графическое наследие художника составляют около 9000 рисунков, 8856 из которых были в 1833 году проданы за 200 фунтов стерлингов архитектору Джоном Соуном и сейчас находятся в Музее Соуна в Лондоне.

## «Стиль Адам»
В конце 1760-х годах Роберт (работавший в сотрудничестве с братом Джеймсом) стал самым востребованным архитектором в Англии и Шотландии. Он повлиял на развитие архитектуры как в Европе, так и в Северной Америке. Адам проектировал особняки, их интерьеры, мебель и орнаментальный декор. Значительная часть его работы состояла в реконструкции существующих зданий, а также внесения вклада в городской пейзаж Эдинбурга и проектирования романтических неоготических загородных домов в Шотландии, в стиле позднее названном баронским стилем. Таковы лондонские Кенвуд-хаус и Сайон-хаус, считающиеся, как и Кедлстон-холл, лучшими постройками Роберта Адама.
В интерьерах, созданных братьями Адам, вся мебель была спроектирована по индивидуальному заказу. Рисунок портьер или напольных ковров часто соответствовал лепному декору стен или лучеобразным узорам потолка наверху, а другие детали интерьера, включая светильники, зеркала и дверные ручки, также повторяли и варьировали основные мотивы архитектурного проекта.
Братья Адам стремились преодолеть прежнюю, характерную для раннего английского палладианства, изолированность архитектурных объёмов. До нашего времени дошло немногое из созданного братьями, но их деятельность была значима для развития английской архитектуры.
Роберт Адам в течение пяти лет изучал классическую архитектуру в Италии и Далмации. Английские ценители прекрасного восторгались свободой, с которой он соединял классические элементы, прежде считавшиеся несовместимыми. Новаторский подход к компоновке знакомых архитектурных приёмов свидетельствовал о глубоком знании античной и ренессансно-барочной архитектуры. Прямое подражание проектам Палладио, типичное для поколения У. Кента и лорда Бёрлингтона, сменилось их вольной трактовкой разнородных мотивов, более характерной для рококо и барокко, чем для строгого классицизма. Однако основные мотивы декора оставались неизменно классицистическими. В «Работах по архитектуре» (Works in Architecture of Robert and James Adam, 1773—1778, 1779) братья заявили, что греко-римские образцы должны «служить моделями, которым мы должны подражать, и стандартами, по которым мы должны судить».
Николаус Певзнер, имея ввиду прежде всего теорию «движения в архитектуре» (Мovement in architecture), разработанную младшим братом Джеймсом, но, конечно, вместе с Робертом, назвал принцип формообразования в работах братьев «классическим рококо» (имея ввиду «моторный принцип» формообразования).
В издании «Работы в архитектуре Роберта и Джеймса Адама» (Works in Architecture of Robert and James Adam, в 2-х т.: 1773—1778, 1779; третий том вышел в 1822 г.) братья заявили, что греко-римские образцы должны «служить моделями, которым мы должны подражать, и стандартами, по которым мы должны судить». Это издание оказало огромное влияние на творчество многих архитекторов-декораторов английского классицизма.
Множественность источников и гибкость вариационного метода композиции предопределила эклектичность стиля. Жермен Базен отмечал: «Источники творчества братьев Адам были различными: французская архитектура, античность, Ренессанс, что давало возможность разработать более гибкий, чем палладианский, стиль и потому подходящий для разных задач». Роберт Адам вместе с итальянским художником М. Перголези составлял и выпускал в Лондоне сборники орнаментальных гравюр и эскизов мебели с «помпейскими мотивами». Мастера фирмы «Адельфи» проектировали оформление интерьеров, изготавливали мебель в модных тогда «этрусском» и «помпейском» стилях под влиянием сенсационных находок в раскопках Геркуланума и Помпей. В 1754—1756 годах в Италии Роберт Адам под руководством Шарля-Луи Клериссо изучал античное искусство в крупнейших римских собраниях. Сам он именовал свой стиль «этрусским», утверждая, что основным источником вдохновения для него были чёрнофигурные и краснофигурные вазы (в то время древнегреческие и италийские расписные керамические сосуды ошибочно считали этрусскими). Многие из его орнаментов построены на мотивах древнеримских гротесков.
Для мастеров фирмы «Адельфи» и «стиля Адам» характерны тонкий лепной декор, круглые и овальные медальоны, росписи гризайлью, поясные орнаменты, изысканные гротески, построенные расходящимися из одной точки лучами — секторально или «канделябром» (вертикально), камины с рельефами под античность. За изысканные рисунки наборных паркетов Роберта Адама прозвали «королём деревянного набора».
Сходный стиль развивал другой ученик Клериссо в Риме — шотландский архитектор Чарлз Камерон, приглашённый в 1779 году в Россию императрицей Екатериной II для работ в Царском Селе.
С конца 1760-х годов в Соединённых Штатах Америки получил распространение схожий стиль, известный под названием «федеральная архитектура». С 1795 года «стиль Адам» стал вытесняться стилем английского Регентства и ампиром.

## Галерея
- Офис Адмиралтейства. Уайтхолл, Лондон. 1759—1761
- Кедлстон-холл. Южный фасад. 1759—1763
- Мраморный зал
- Купол ротонды
- Харвуд-хаус. Западный Йоркшир. Плафон. 1770—1771
- Сайон-хаус. Вестибюль. 1765—1769. Проект Р. Адама. Лондон
- Детали оформления интерьера Дерби-хаус. Лондон. Из альбома проектов Р. Адама. 1777
- Проект камина для Харвуд-хаус. Западный Йоркшир. Ок. 1769
- Проект камина в «помпейском стиле». Ок. 1775
- Проект плафона. 1779–1782
- Генеральная регистрационная палата. Эдинбург. Проект 1775 г.
- Генеральная регистрационная палата. Купол
- Две урны на пьедесталах. Ок. 1780. Красное дерево
- Книжный шкаф. 1728—1792